# Jaques Chailley
Jaques Chailley (24. marts 1910 i Paris – 21. januar 1999 i Montpellier Frankrig) var en fransk komponist, professor og musikologist.
Chailley studerede teori og komposition på konservatoriet i Paris hos Nadia Boulanger og historie hos Maurice Emmanuel. Han har komponeret 2 symfonier, orkesterværker etc.
Chailley var professor i historie på konservatoriet i Sorbonne, og var også rektor for Intitute of Music of Paris.
Han komponerede fra en modal stil hen over fransk folklore og gregoriansk musik, blandet med klassisk stil.

## Udvalgte værker
- Symfoni nr. 1 (1942–1947) - for orkester
- Symfoni nr. 2 (1984) - for orkester
- "Cantabile" (1971) - for strygeorkester
- "Mors er Rolanz" (1975) - for blæserorkester
- "Solmisation" (1977) - for strygeorkester